# 1966 en numismatique
Chronologie de la numismatique
- 1965 en numismatique - 1966 en numismatique - 1967 en numismatique

Cet article présente les faits marquants de l'année 1966 en numismatique.

## Principaux événements numismatiques de l'année 1966

### Par dates

#### Janvier
- 1er janvier 1966 :
  -  Yougoslavie : première réévaluation du dinar yougoslave : 1 dinar fort (YUD) = 100 dinars de la Fédération (YUF).

#### Avril
- 5 mai 1966 : 
  -  France : création du billet de 5 francs Pasteur[1]